# Hjalmar Johannes Crohns
Hjalmar Johannes Crohns, född 1862, död 1946, var en finländsk historiker.
Crohns blev filosofie doktor 1894, docent i Helsingfors samma år, samt extraordinarie professor i historia 1907. 1917 blev han ordinarie professor. Bland Crohns arbeten märks Sveriges politik i förhållande till de federativa rörelserna i Tyskland 1650-1858 (2 band, 1898-1902), samt Legenden och medeltidens latinska predikan och 'exempla' i deras värdesättning av kvinnan (1915).